# Грумбридж 1830
Гру́мбридж 1830 (англ. Groombridge 1830, звезда Аргеландера) — звезда, которая находится в созвездии Большой Медведицы на расстоянии около 30 световых лет от нас.

## История изучения
Звезда была впервые зарегистрирована в каталоге британского астронома Стивена Грумбриджа, опубликованном в 1838 году. В 1842 году Фридрих Аргеландер вычислил собственное движение звезды: оно оказалось чрезвычайно большим. Среди звёзд быстрее её на небесной сфере движутся только звезда Барнарда и звезда Каптейна, но на 1842 год собственные движения этих звёзд ещё не были измерены, поэтому на некоторое время звезда Аргеландера заняла позицию рекордсмена, сместив с неё 61 Лебедя. Абсолютная скорость Грумбридж 1830 относительно Солнца составляет около 300 км/с, в том числе лучевая скорость −98 км/с (отрицательный знак означает, что звезда приближается к Солнцу). Во второй половине 19-го века для изучения данной звезды была создана португальская обсерватория — Лиссабонская астрономическая обсерватория.

## Характеристики
Необычно тусклая для своего класса, звезда представляет собой жёлто-оранжевый субкарлик с массой, равной 0,6 массы Солнца, и диаметром 64 % солнечного. Светимость звезды не превышает 19 % нашего светила. Количество элементов тяжелее гелия, входящих в состав Грумбридж 1830 (металличность), приблизительно в 10 раз меньше металличности Солнца. Основываясь на данных хромосферного анализа, исследователи оценивают возраст звезды в 5,4 миллиарда лет. Но эти данные не согласовываются с тем фактом, что Грумбридж 1830 принадлежит к обширной группе звёзд гало, а их возраст составляет как минимум 10 миллиардов лет.

## Вспышки
В 1968 году американский астроном Питер ван де Камп сообщил об открытии второго, более тусклого, компаньона в системе, основываясь на увеличении яркости звезды, замеченном им во время наблюдений в обсерватории Спроул. Однако, несмотря на периодические повторы вспышек, дальнейшие исследования лучевой скорости и спектра звезды не подтвердили наличие в системе массивного компаньона. Дальнейшие наблюдения показали, что причиной подобного увеличения яркости Грумбридж 1830 являются необычные мощные вспышки, характерные для категории «экзотических» звёзд классов F8—G8, сходных по своим характеристикам с Солнцем, но с чрезвычайно сильной хромосферной активностью.
Согласно одной гипотезе, необычно интенсивные вспышки у звёзд могут быть обусловлены взаимодействием магнитного поля планеты-гиганта, обращающейся по узкой орбите, с магнитным полем данной звезды. У некоторых звёзд, похожих на Солнце, принадлежащих к классам F8—G8, были зарегистрированы колоссальной мощности взрывы (корональные выбросы звёздной массы), превосходящие по силе в 10—100 миллионов раз самую мощную вспышку на Солнце. Эти вспышки увеличивали яркость звезды до 20 раз, причём длительность этого события варьировалась от часа до недели. К счастью, для нашего дневного светила это не характерно, и до сих пор не было выявлено следов подобного события, которое бы могло быть в прошлом.

## Ближайшее окружение звезды
Следующие звёздные системы находятся на расстоянии в пределах 10 световых лет от Грумбридж 1830:
| Звезда               | Спектральный класс | Расстояние, св. лет |
| BD+36 2219           | M1 Ve / ?          | 2,3                 |
| 61 Большой Медведицы | G8 Ve              | 2,6                 |
| β Гончих Псов        | G0 V               | 5,0                 |
| Алула Южная          | G0 Ve / G0 Ve      | 5,4                 |
| G 122-49             | M V                | 6,2                 |
| Росс 1003            | M3,5-5 V           | 6,9                 |
| Глизе 436            | M2,2-3,5 V         | 7,1                 |
| Глизе 1138           | M V                | 7,4                 |
| Глизе 1134           | M V                | 9,1                 |
| β Волос Вероники     | F9,5-G0 V          | 10,0                |